# Acrapex biroseata
Acrapex biroseata is een vlinder van de familie van de uilen (Noctuidae). De wetenschappelijke naam van deze soort is voor het eerst voorgesteld door Emilio Berio in een publicatie uit 1976.
De soort komt voor in Congo-Kinshasa en Zambia.